# West Columbia (Texas)
Pour l’article homonyme, voir West Columbia.
West Columbia est une ville de l'État du Texas située dans le comté de Brazoria à 90 km au sud-ouest de Houston. Sa population s’élevait à 3 905 habitants lors du recensement de 2010.

## Histoire
La localité a été établie en 1826 sous le nom de Columbia par Josiah Hughes Bell. C'est dans cette ville (encore dénommée alors Columbia) que se réunit le premier congrès de la nouvelle république du Texas le 3 octobre 1836 à la suite de la révolution texane.